# Ramat Kochav
Ramat Kochav (hebrejsky: רמת כוכב) je náhorní plošina o nadmořské výšce 308 metrů v severním Izraeli, na pomezí Dolní Galileji a příkopové propadliny Jordánského údolí.
Leží cca 22 kilometrů jižně od města Tiberias. Jde o součást mohutného terénního zlomu, který sleduje v délce desítek kilometrů Jordánské údolí podél jeho západní strany. Do toho zlomového pásu patří severně odtud vrchoviny Ramat Porija nebo Hory Naftali, jižně odtud Ramat Cva'im nebo pohoří Gilboa. Ramat Kochav zároveň tvoří východní část rozsáhlé planiny Ramot Isachar. Na jejím východním okraji terén prudce spadá do zemědělsky využívaného údolí řeky Jordán (respektive do Bejtše'anského údolí jako jeho podčásti) s vesnicemi Neve Ur, Jardena a Bejt Josef, přičemž právě zde, těsně nad hranou údolí se nalézá nejvyšší bod této vysočiny a poblíž něj archeologický areál křižáckého hradu Belvoir. Do údolí Jordánu odtud spadají některá vádí, například Nachal ha-Jadid nebo Nachal Minta. Podobně příkrý je terénní reliéf i na severní straně vysočiny, kde spadá do kaňonu vádí Nachal Tavor, kam míří také boční vádí Nachal Kochav, Nachal Dana a Nachal Chamud. Na jižní straně je ohraničení vysočiny méně zřetelné. Prochází tudy mělkým údolím tok Nachal Jisachar (s přítoky Nachal Tola, Nachal Zika, Nachal Gvul nebo Nachal Jachmaj), na jehož protější straně pokračuje vysočina Ramat Cva'im. Vlastní vrcholové partie Ramat Kochav jsou rovinaté, odlesněné a zemědělsky využívané. Osídlení je zde velmi řídké. Na západním okraji dotčené oblasti stojí pouze dvě vesnice Moledet a Tajbe. Dál k západu pokračuje plynule další část náhorní planiny Ramot Isachar.